# Paolo Jedlowski
Paolo Jedlowski (Milano, 7 aprile 1952) è un sociologo italiano.

## Biografia
Laureatosi in Filosofia all'Università Statale di Milano, ha studiato Sociologia in Italia e negli Stati Uniti. È attualmente professore ordinario di Sociologia all'Università della Calabria, dove ha insegnato anche dal 1992 al 2004. È stato inoltre docente di Sociologia  presso la Facoltà di Scienze politiche dell'Università degli Studi di Napoli "L'Orientale" e di Sociologia della comunicazione all'Università della Svizzera italiana.
Si occupa di sociologia della cultura, di teoria sociale, di sociologia della vita quotidiana e di storia della sociologia. È stato coordinatore nazionale della sezione "Vita quotidiana" dell'Associazione italiana di sociologia (AIS). All'Università della Calabria ha fondato e dirige Ossidiana, Osservatorio sui processi culturali e la vita quotidiana. 
È autore di diversi volumi sulla memoria collettiva e sull'esperienza contemporanea e di ricerche sulla comunicazione nella vita quotidiana. Oltre all'edizione di alcuni classici della sociologia (Maurice Halbwachs, Peter Berger, Georg Simmel e Alfred Schütz), ha curato un dizionario delle scienze sociali e ha pubblicato due manuali di storia del pensiero sociologico.

## Opere
- Il racconto come dimora. Heimat e le memorie d'Europa (Bollati Boringhieri, 2009).
- Un giorno dopo l'altro. La vita quotidiana fra esperienza e routine (Il Mulino, 2005).
- Sociologia della vita quotidiana con Carmen Leccardi (Il Mulino, 2003).
- Fogli nella valigia. Sociologia e cultura (Il Mulino, 2003).
- Memoria, esperienza e modernità (Franco Angeli, 2002, nuova ediz. rivista 1994).
- Pagine di sociologia (a cura di, Carocci, 2002).
- Sociologia (con F. Crespi e L. Rauty, Laterza, 2000).
- Storie comuni. La narrazione nella vita quotidiana (Bruno Mondadori, 2000).
- Paolo Jedlowski, Il mondo in questione. Introduzione alla storia del pensiero sociologico, Roma, Carocci, 1998, ISBN 978-88-430-4894-6.
- Il sapere dell'esperienza (Il Saggiatore, 1994, nuova ediz. rivista Carocci, 2008).
- In un passaggio d'epoca. Esercizi di teoria sociale (Orthotes Editrice, 2012).
- Memorie del futuro. Un percorso tra sociologia e studi culturali (Carocci, 2017).
- Spaesati. Partire, tornare tra Nord e Sud d'Italia (con M. Cerulo, il Mulino 2023, finalista premio nazionale divulgazione scientifica CNR).

Per il teatro ha scritto Smemoraz, messo in scena dal Teatro dell'Angolo di Torino.